# Vlag van Kaunas

Vlag van Kaunas (ratio 5:6)

De vlag van Kaunas, een district van Litouwen, bestaat net als alle negen andere Litouwse districtsvlaggen uit een egaal veld met daarin een regionaal symbool, omringd door een blauwe rand met daarin tien gouden Vytiskruizen. De kruizen verwijzen naar de tien Litouwse districten en hun positie binnen Litouwen. De vlag is, net als alle andere districtsvlaggen, vastgelegd door de Heraldische Commissie van het Ministerie van Binnenlandse Zaken; dit gebeurde in 2004.

Vlag van de stad Kaunas

Het regionale embleem in het midden van de vlag is gebaseerd op de vlag en het wapen van de gelijknamige districtshoofdstad Kaunas, waarin een wilde os met een kruis op zijn kop staat. In de districtsvlag is door de ontwerper, kunstenaar Rolandas Rimkunas, alleen de kop van de os afgebeeld en zijn enkele ontwerpdetails - zoals de hoorns - anders weergegeven dan op de stadsvlag, zodat er een duidelijk onderscheid tussen beide vlaggen is.